# Anacropora forbesi
Anacropora forbesi là một loài san hô trong họ Acroporidae. Loài này được Ridley mô tả khoa học năm 1884.